# Open Network Platform
Open Network Platform (ONP) — ініціатива корпорації Intel по створенню уніфікованої відкритої архітектури для складних високопродуктивних обчислювальних систем і дата-центрів . Мережева частина архітектури при цьому спирається на такі сучасні тенденції побудови мережі як SDN та NFV . Просуванням цієї ініціативи займається спеціально створений альянс Open Networking Foundation (ONF), в який входять багато великих виробників мережевого устаткування, в тому числі Alcatel-Lucent, Cisco, Dell, Ericsson, HPE, Huawei, IBM, Intel.
У 2013 році був представлений еталонний дизайн для комутатора в рамках платформи Intel ONP, а в 2014 році його доповнив еталонний дизайн для сервера .

## Комутатор

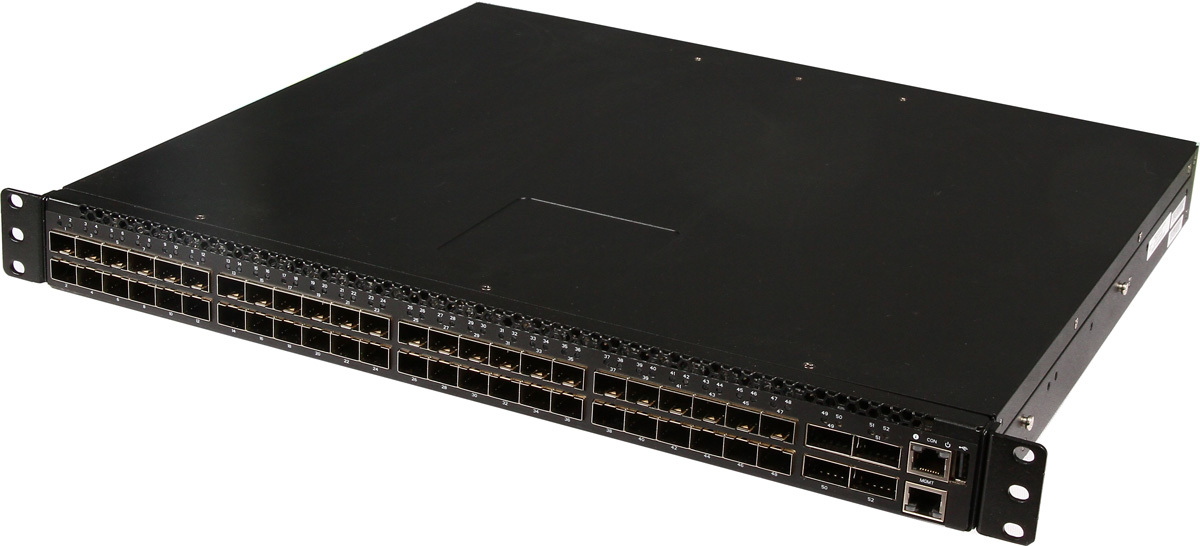
Референсний дизайн комутатора Intel ONP

Програмне забезпечення комутатора в рамках даної ініціативи називається Open Network Software (ONS), мається на увазі використання відкритої мережевої операційної системи на базі Wind River Linux. Intel ONS дозволяє реалізувати ключові мережеві функціональні можливості, а також модульну структуру управління і інтерфейс управління з підтримкою стандартів SDN. Загальні відкриті програмовані інтерфейси забезпечують автоматизацію управління мережею і координацію серверної і комутаторної складових загальної системи, що дозволяє створювати захищені, гнучкі і економічно ефективні сервіси.
Апаратно еталонний комутатор являє собою пристрій з 48 портами 10G SFP + і 4 портами 40G QSFP +. За забезпечення комутаційних можливостей відповідає комутаційна матриця Intel (раніше - Fulcrum Microsystems) Alta FM6000. Вона забезпечує комутатору продуктивність на рівні 1280 Гбіт / с (або 960 МТ / с), при цьому утримуючи затримку комутації на рівні нижче 400 нс. В іншому комутатор вельми схожий з сучасними серверами - він виконаний на процесорі intel Xeon E3 та оснащений 4 ГБ оперативної пам'яті DDR3 і 8 ГБ флеш-пам'яті.
Основні мережеві можливості еталонного дизайну:
- L2: Port-based VLAN, 802.1Q VLAN, IGMP snooping, LACP, Storm Control, STP / RSTP / MSTP, Q-in-Q, QoS / DiffServ, L2 / L3 / L4 ACL, LLDP (802.1ab)
- L3: VLAN routing, OSPF, ECMP, ARP, IGMP, PIM-SM, VRRP, OSPF, BGP
- Функції рівня ЦОД: 802.1Qaz (ETS), 802.1Qbb (PFC), DCBX, VM Tracer, EVB / 802.1Qbg, OpenFlow v1.0, VXLAN, NVGRE

## Сервер
Еталонна серверна платформа має кодову назву Sunrise Trail, і створена на базі процесорів Intel Xeon, мережевого контролера Intel 82599 і набору мікросхем Intel серії 89xx. ONP Server Reference Design дозволяє реалізовувати віртуальні сервери на базі традиційної архітектури Intel, з використанням відкритих стандартів SDN та NFV. 